# خانه احمدعلی‌خان هزارجریبی
خانه احمدعلی‌خان هزارجریبی مربوط به دوره قاجار است و در شهرستان بهشهر، بخش یانه‌سر، دهستان عشرستاق، روستای سرخ‌گریوه واقع شده‌است. این اثر در پاییز ۱۳۹۰ به‌عنوان یکی از آثار ملی ایران به ثبت رسیده است.

## بن‌مایه
1. ↑  «ثبت ملی خانه احمدعلی‌خان هزارجریبی در بهشهر». خبرگزاری فارس. بایگانی‌شده از اصلی در ۴ مارس ۲۰۱۶. دریافت‌شده در ۳ نوامبر ۲۰۱۵.